# Municipio de José Joaquín de Herrera
El municipio de José Joaquín de Herrera se localiza en la región centro, en el este de Chilpancingo, su extensión territorial es de 133.4 km², lo cual representa el 0.21% de la superficie total del Estado de Guerrero. En cuanto a los municipios con los que limita, colinda al norte, al sur y al oeste con el municipio de Chilapa de Álvarez, y al este con Atlixtac y también con Chilapa. La cabecera municipal de José Joaquín de Herrera es Hueycantenango y se encuentra a 110 km de la capital del Estado.
El municipio obtuvo su nombre en honor al político y militar José Joaquín de Herrera quien aprobó la creación del estado de Guerrero el 27 de octubre de 1849, siendo presidente de la República.

## Historia
Anteriormente, el territorio en donde actualmente se encuentra localizado el municipio de Hueycantenango, solía pertenecer al municipio de Chilapa debido a que en 1978 comenzó con las gestiones necesarias para poder constituirse como un municipio independiente. Finalmente, el 10 de noviembre de 2002 fue publicado en el Periódico Oficial del estado de Guerrero el Decreto número 570, el cual reconocía la creación del municipio José Joaquín de Herrera y Ricardos.

## Geografía
Durante la mayor parte del año el clima que predomina suele variar entre subhúmedo cálido, subhúmedo templado y el subhúmedo semicálido, manteniendo una temperatura promedio anual de 22 °C, siendo los meses más calurosos abril y mayo y contando con una temporada de lluvia que abarca los meses de mayo a septiembre.
Prácticamente la totalidad del territorio en donde se encuentra José Joaquín de Herrera es montañoso, por lo que el terreno es rocoso y arenoso y el tipo de suelo es propicio tanto para la ganadería como para la agricultura.
Con respecto a la flora existente, las especies que destacan son encino prieto, encino rojo y ocote y en cuanto a los árboles frutales sobresalen el mango, pomarrosa, aguacate, guamúchil, guayabo, plátano, granadilla, piña y caña. Algunos ejemplos de las as especies animales existentes en el municipio son el venado, coyote, zorra gris, conejo, zopilote, aura, serpiente, alacrán, zorrillo y diferentes variedades de aves multicolores.

## Demografía
José Joaquín de Herrera está integrado por 57 comunidades en donde vivían 15,678 habitantes en el 2010; el 49.4% de la población se concentra en solamente ocho comunidades. Considerando la estructura por grupo de edad, la población es predominantemente joven debido a que más de la mitad es menor de 20 años. El 90% de la población son cohuixcas y el 10% restante se divide en nahuas y mestizos. Además, la lengua indígena predominante es el náhuatl.
Hueycantenango, la cabecera municipal de José Joaquín de Herrera, se ubica a 55 km de la capital del estado y el 80% de sus habitantes hablan náhuatl.
Aproximadamente el 95% de la población es de religión católica mientras que el resto se divide en otro tipo de religiones.
El 54.7% de la población de 15 años y mayor es analfabeta y de esta, el 58.7% son mujeres. José Joaquín de Herrera es un municipio que se considera tiene un grado de marginación muy alto.

### Localidades
En el censo de 2020 el municipio de José Joaquín de Herrera contaba con 63 localidades.
| Código INEGI      | Localidad         | Población (2020) |
| ----------------- | ----------------- | ---------------- |
| 120790001         | Hueycantenango    | 2 084            |
| 120790028         | Ixcatla           | 1 467            |
| 120790063         | Tomactilicán      | 1 217            |
| 120790018         | Cacahuatepec      | 1 004            |
| Otras localidades | Otras localidades | 12 609           |
| Total municipal   | Total municipal   | 18 381           |